# 杨明生 (1955年)
杨明生（1955年8月—），辽宁海城人，中华人民共和国政治人物。

## 生平
杨明生毕业于南开大学金融系。1980年进入中国农业银行工作，曾擔任中國農業銀行遼寧省分行辦公室副主任，農行沈陽市分行副行長，中國農業銀行工業信貸部主任助理、副主任、主任，中國農業銀行天津市分行副行長、黨組副書記(主持工作)，農行天津市分行行長、黨組書記，中國農業銀行副行長、黨委委員。2001年12月，担任中国农业银行党委副书记、副行长。2003年9月，担任中国农业银行行长。2007年7月，担任中国保险监督管理委员会副主席。2012年3月，担任中国人寿保险公司总裁，同年5月任董事长。2012年11月，任中国共产党第十八届中央纪律检查委员会委员。2018年1月，当选第十三届全国政协委员。2016年9月至2018年12月，兼任广发银行董事长。